# Teilhet, Puy-de-Dôme
Teilhet là một xã ở tỉnh Puy-de-Dôme trong vùng Auvergne-Rhône-Alpes miền trung nước Pháp.

## Địa hình
Sông Bouble chảy theo hướng Bắc Đông Bắc qua phần phía Tây của xã.